# Estadio Municipal Nicolás Chahuán Nazar
El Estadio Municipal Nicolás Chahuán Nazar es un estadio que se ubica en la ciudad de La Calera, en la Región de Valparaíso, Chile, inaugurado en 1950 y reinaugurado en 2019.

## Historia
El antiguo recinto contaba con una capacidad estimada en 10 000 espectadores, con una asistencia récord de 16 000 personas en el duelo entre Unión La Calera y Deportes Talcahuano en la etapa final del campeonato de Tercera División en 1999. En este estadio se disputan los partidos que Unión La Calera, club que milita en la Primera División, juega como local. Se ubica en la esquina de las calles Esmeralda y Baquedano, en La Calera.
El surgimiento de Unión La Calera en la década de los '50 a partir de la fusión de varios clubes locales, hizo que el equipo necesitara una sede para disputar sus partidos como local. Muchas de las gestiones las realizó el dirigente local Nicolás Chahuán Nazar, quien fue el que reunió las cinco mil firmas necesarias para el establecimiento del club y su afiliación a la Asociación Central de Fútbol de Chile en 1954. El estadio mismo había sido construido en un tiempo récord de dos meses en 1950.
La muerte de Nicolás Chahuán ocurrió luego de un partido que, el 17 de abril de 1988, disputaban Unión La Calera con Santiago Wanderers en la primera fase de la Copa DIGEDER 1988. El árbitro cobró un penal de última hora que precipitó el infarto del dirigente, quien falleció el día siguiente en el hospital local, víctima de un segundo infarto. A partir de ese año, el estadio lleva el nombre del destacado dirigente.
En 2007, la ciudad postula con su estadio, a ser sede del Campeonato Mundial Femenino Sub-20 de 2008. El alcalde de la localidad postula que el estadio es "de lujo", y requeriría de pocas reparaciones para el evento.
En 2013, se presenta una maqueta para remodelar completamente el estadio, el proyecto quedó en suspenso hasta enero de 2017, momento en el cual el estadio es demolido para poder construir uno totalmente nuevo y moderno con capacidad para 9.200 espectadores.
El renovado estadio, diseñado por el arquitecto Fernando Guarello De Toro (hermano del periodista deportivo Juan Cristóbal Guarello), fue inaugurado el 16 de enero de 2019, con la presencia de la ministra del Deporte Pauline Kantor, y el ministro de Obras Públicas Juan Andrés Fontaine.
Debutó el 5 de febrero en el ámbito internacional con el partido de Copa Sudamericana 2019 entre Unión La Calera y Chapecoense empatando a cero.